# تيزي المهدي
تيزي المهدي بلدية بدائرة وزرة ولاية المدية الجزائرية. بلغ عدد سكان البلدة في 2008 حوالي 2655 نسمى ة.